# Fumiya Takahashi
Fumiya Takahashi, 12 de marzo de 2001-presente   
Actor y modelo japonés .
Nacido en la ciudad de Kasubabe,  . Afiliación A-PLUS.

## Historia
- Ingresó al chico de secundaria Mr. Con 2017 en junio de 2017 y fue seleccionado en el Gran Premio entre 10,000 solicitantes el 24 de diciembre de 2017.[1]
- Hizo su primera aparición terrestre en la transmisión "Personas que ganan y pierden" de Nippon Television el 12 de abril de 2018 y ganó una competencia culinaria con Ur Tokuman.[2]
- Primera aparición como Pyon (Noboru Usami) en el escenario "Taisho Roman Detective Tan-Six Maria Statues-" realizado en el Teatro 1010 del 18 al 22 de abril de 2018.[3][4]
- Apareció en AbemaTV "No te dejes engañar por el sol y el lobo " transmitido del 29 de julio al 14 de octubre de 2018.[5]
- En el drama televisivo de efectos especiales " Kamen Rider Zero One " transmitido del 1 de septiembre de 2019 al 30 de agosto de 2020, protagonizó el papel de Aruto Hiden / Kamen Rider Zero One.[6] Nacido en el siglo XXI como el primer actor en actuar como personaje principal.[7]
- El 18 de diciembre de 2020, en la película " Kamen Rider Zero One REAL x TIME ", protagonizará la película por primera vez en el papel de Aruto Hiden/Kamen Rider Zero One.
- El 31 de marzo de 2021, la revista "A-blue THE Stage" aparecerá en la portada independiente de la revista por primera vez  . El 16 de diciembre del mismo año, ganó el primer lugar en la categoría NEXT del proyecto de votación popular "National Treasure Class Handsome Ranking in the Second Half of 2021" de la revista de moda femenina "ViVi.[8]

## Información personal
- El menor de tres hermanos.[9]
- Perteneció al club de voleibol hasta el tercer año de secundaria.
- Su hobby es la cámara y su habilidad especial es cocinar  .
- Originalmente, su sueño era convertirse en cocinero.
- Se graduó de la escuela secundaria de cocina de Nodakamatagakuen College of Technology en marzo de 2019 y obtuvo una licencia de cocinero y un título de graduación de la escuela secundaria.
- El actor base es Masataka Kubota.[10]

## Apariencia
Las letras en negrita en el nombre del rol son las obras principales.

### Dramas Televisivos
- Kamen Rider Zero One (1 de septiembre de 2019-30 de agosto de 2020, TV Asahi ) - Protagonizada por Aruto Hiden / Kamen Rider Zero One / Kamen Rider Zero Two / Kamen Rider Ark One [6]
- Cómo eliminar al maestro. (31 de octubre de 2020-19 de diciembre, TV Asahi)-El papel de Toya Fujiwara[11]
- Estoy loco por ti. (8 de enero de 2021 --5 de febrero, MBS TV y otras 5 estaciones) --Akira Nikaido[12]
- There's a Reason for Love to Dress Up (20 de abril de 2021 --22 de junio, TBS ) --Ryo Akiba[13]
- Ukiwa-Más que un amigo, menos que una aventura- (9 de agosto de 2021-27 de septiembre, TV TOKYO )-Makoto Sasaki[14]
- Beloved (15 de octubre de 2021 -- 17 de diciembre, TBS) --Yu Asamiya (Tienda de información) [注釈 1][15][16][17]
- Doctor White (17 de enero de 2022-, Kansai TV / Fuji TV )-Shinpei Sakuma[18][19]

### Películas
- Serie Kamen Rider ( Toei )
  - Versión de la película Kamen Rider Zio Over Quartzer (lanzada el 26 de julio de 2019) [注釈 2]
  - Kamen Rider Reiwa The First Generation (lanzado el 21 de diciembre de 2019) -Protagonizada por Aruto Hiden / Kamen Rider Zero One [20] [注釈 3]
  - Versión de la película Kamen Rider Zero One REAL x TIME (lanzada el 18 de diciembre de 2020) - Protagonizada por Aruto Hiden / Kamen Rider Zero One rol [21]
  - Saber + Zenkaiger Super Hero Senki (lanzado el 22 de julio de 2021) --Aruto Hiden / Kamen Rider Zero One[22]
- Kaguya-sama quiere decirte ~ La batalla cerebral del amor de Genius ~ Final (lanzado el 20 de agosto de 2021, Toho )[23]
- DIVOC-12 "DIY of the Dead Spirit Army Corps Anger" (lanzado el 1 de octubre de 2021, Sony Pictures Entertainment ) --Función en el sitio[24]
- Ushikubi Village (programado para ser lanzado el 18 de febrero de 2022, Toei) --Sota Kuraki[25][26][27]

### Variedad de programas
- #Judai (septiembre/octubre 2018/enero/marzo/abril 2019, NHK E-Tele )

### Programas informativos
- ¡Oportunidad de la mañana! (1 de junio de 2021, 22, TBS) --Man Sleep Presenter

### Otros programas de televisión
- ¿Qué tiene de malo? "Instagram Azatoi Otoko" (31 de octubre de 2020, TV Asahi) --Edad[28]

### Teatro
- Taisho Roman Detective Tan Comité de producción "Taisho Roman Detective Tan-Six Maria Statues-" (18-22 de abril de 2018, Teatro 1010 ) -Pyon (Noboru Usami)[29][30][31]

### Comerciales
- Mitsubishi Shokuhin " Kamukamu Lemon " (julio-agosto 2019)
- BANDAI NAMCO Entertainment " Kamen Rider City Wars " (2019) --Narración
- Otsuka Pharmaceutical " Oronamin C " (28 de abril de 2020-)
- Chiyoda "Zapatos que acabo de comprar" (18 de marzo de 2021-4 de abril de 2021)

### Programa en la web
- Chico de secundaria Mr. Con TV (octubre de 2017-diciembre, AbemaTV )
- No te dejes engañar por el sol y quién es un lobo (29 de julio de 2018-14 de octubre, AbemaTV)[5]
  - Edición extra "No te dejes engañar por el sol y quién es un lobo" # 1.5 Edición Fumiya (29 de julio de 2018, AbemaTV)
- Producido por GACKT! POKER x POKER ~ Industry Timer Tournament (22 de marzo de 2019-12 de abril, AbemaTV)[32][33]

### Dramas en la web
- Futari Bocchi (13 de febrero de 2019-16 de marzo de 2019, Twitter )[34] -Marume Mitsuru
- ¡Transformación milagrosa derivada de Kamen Rider Zero One en YouTube! ?? Alto VS Colapso de músculos abdominales Taro ¡Batalla de mordazas fatídicas! (29 de marzo de 2020, Toei Tokusatsu Oficial de YouTube ) -Protagonizada por Aruto Hiden o el papel de una persona [35]
- La ecuación de Yorita Asahi. -La peor clase- (31 de octubre de 2020-19 de diciembre, AbemaTV) -El papel de Toya Fujiwara[36][37]
- There's a Reason for Undressed Love (20 de abril de 2021-22 de junio, Paravi)[13]
- Ukiwa-Más que otros, menos que amigos- (9 de agosto de 2021-27 de septiembre, Paravi)-Makoto Sasaki[38]
- La querida Kimi que matamos (17 de septiembre de 2021-8 de octubre, TELASA) -Protagonizada por Rei Kobayashi [注釈 4][39]

### Anime en la web
- Kamen Rider Zero One Anime corto LA VIDA DIARIA DE TODOS Episodios 1 y 5 (23 de julio de 2020, 1 de febrero de 2021, Toei Tokusatsu Fan Club) -Aruto Hiden

### Vídeos originales
- Serie Kamen Rider
  - Televi-kun Super Battle DVD Kamen Rider Zero One "¿Nani salta de Canguro? ¡El propio canguro de Sonna! ¡Sí, tengo que ser alguien! !! 』\ (2020) -Protagonizada por Aruto Hiden / Kamen Rider Zero One
  - Zero One Otros Kamen Rider Extinction Thunder (14 de julio de 2021) --Aruto Hiden[40]
  - Zero One Otros Kamen Rider Balkan &amp; Valkyrie (10 de noviembre de 2021) --Aruto Hiden[40]

### Videos musicales
- Yuta Hashimoto "Nuestra generación" (febrero de 2019-)[41]
- GReeeeN " Taketen " (10 de junio de[42]

### Anime en televisión
- Anime Kapibara-san (9 de octubre de 2020-19 de marzo de 2021, TV TOKYO) --Narración[43] [注釈 5]

### Juegos
- Kamen Rider Battle Ganba Rising (septiembre de 2019, Arcade )  / Kamen Rider 001 / Kamen Rider Zero Two / Kamen Rider Arc One
- Kamen Rider City Wars (2019, Android / iOS )-Kamen Rider Zero One
- Kamen Rider Buttoba Soul (septiembre de 2019, Arcade) --Aruto Hiden / Kamen Rider Zero One[44]
- KAMEN RIDER memory of heroez (29 de octubre de 2020, PlayStation 4 / Nintendo Switch ) --Kamen Rider Zero One / Kamen Rider Zero Two[45]

### Modelaje
- modelo de imagen emione (2019)
- Modelo de imagen EAST BOY (2019)

### Pasarelas
- Colección Kobe
  - Colección Kobe 2019 PRIMAVERA/VERANO -Girls Festival- (3 de marzo de 2019, World Memorial Hall )[46][47]
- Colección Kansai
  - COLECCIÓN KANSAI 2019 PRIMAVERA Y VERANO- (17 de marzo de 2019, Kyocera Dome Osaka )[48][49]
- Colección Tokyo Girls
  - TOKYO GIRLS COLLECTION 2019 OTOÑO / INVIERNO- (7 de septiembre de 2019, Saitama Super Arena )[50]
  - TOKYO GIRLS COLLECTION 2020 PRIMAVERA/VERANO- (29 de febrero de 2020, Yoyogi National Stadium Daiichi Gymnasium )[51]
  - TOKYO GIRLS COLLECTION 2020 OTOÑO/INVIERNO- (5 de septiembre de 2020, Saitama Super Arena)[52]
  - COLECCIÓN TOKYO GIRLS 2021 PRIMAVERA/VERANO- (28 de febrero de 2021, Yoyogi National Stadium Daiichi Gymnasium)[53]
- ChicasPremio
  - Rakuten GirlsAward 2019 OTOÑO / INVIERNO- (28 de septiembre de 2019, Makuhari Messe )[54]

### Otros
- Kamen Rider Zero One DX Huma Gear Module (abril de 2020, juguete ) --Oculto o rol humano
- Kamen Rider Zero One DX Zero Two Progress Key & Zero Two Driver Unit (13 de junio de 2020, juguete) --Aruto Hiden
- Kamen Rider Zero One DX Memorial Progress Key Set SIDE Aruto Hiden Intelligence (5 de diciembre de 2020, juguetes) --Aruto Hiden
- Kamen Rider Zero One Transformation Belt DX Arc Driver (10 de diciembre de 2020, juguete) --Aruto Hiden o rol humano

## Libros

### Album de fotos
- Fumiya Takahashi 1st Photobook "Bridge" (26 de diciembre de 2020, Wanibooks )[55]ISBN 978-4-8470-8334-1

### Publicaciones en revistas
- TV LIFE No. 8 "Food de World Travel" (edición del 23 de abril de 2021-, One Publishing) serializado
- SODA "FUMIYA's Camera Monthly" (edición de julio de 2021-, Pia ) serializado

### Calendarios
- Calendario Fumiya Takahashi 2021 (14 de noviembre de 2020, Tri-X)
- Conjunto de calendario Fumiya Takahashi 2022 (28 de noviembre de 2021, desplazamiento )[56]

## Historial de premios
- 2017
  - High School Boys Mr. Con 2017 Gran Premio[1]
- 2021
  - ViVi "Clasificación de guapos de la clase del tesoro nacional en la segunda mitad de 2021" SIGUIENTE Categoría 1.